# Situation Two
Situation Two, eller Situation 2, var ett sidoskott från det större skivbolaget, Beggars Banquet Records. Vid den tiden var skivor från Begars Banquet distribuerade av Warner Bros, för att appellera sig till indiepubliken, och få in skivsläpp på indie-försäljningslistorna, skapades Situation Two.
Under sin 11 år långa historia, signerade Situation Two kontrakt med en rad indie-favoriter, inkluderat, The Charlatans, Bauhaus sidoprojekt, Tones on Tail och David J, och kult-band såsom The Associates, Gene Loves Jezebel, Play Dead, Red Lorry Yellow Lorry och Buffalo Tom
När skivbolaget upplöstes, 1992, blev många av banden som var signerade på Situation Two, överförda till det större skivbolaget, Beggars Banquet.